# Neoscona platnicki
Neoscona platnicki là một loài nhện trong họ Araneidae.
Loài này thuộc chi Neoscona. Neoscona platnicki được Pawan U. Gajbe & Pawan U. Gajbe miêu tả năm 2001.